# Dingle, Irland
Dingle (An Daingean eller Daingean Uí Chúis, Ó Cúis fort) är en stad i Kerry grevskap i Republiken Irland. Staden är belägen på Dinglehalvön vid Atlanten.

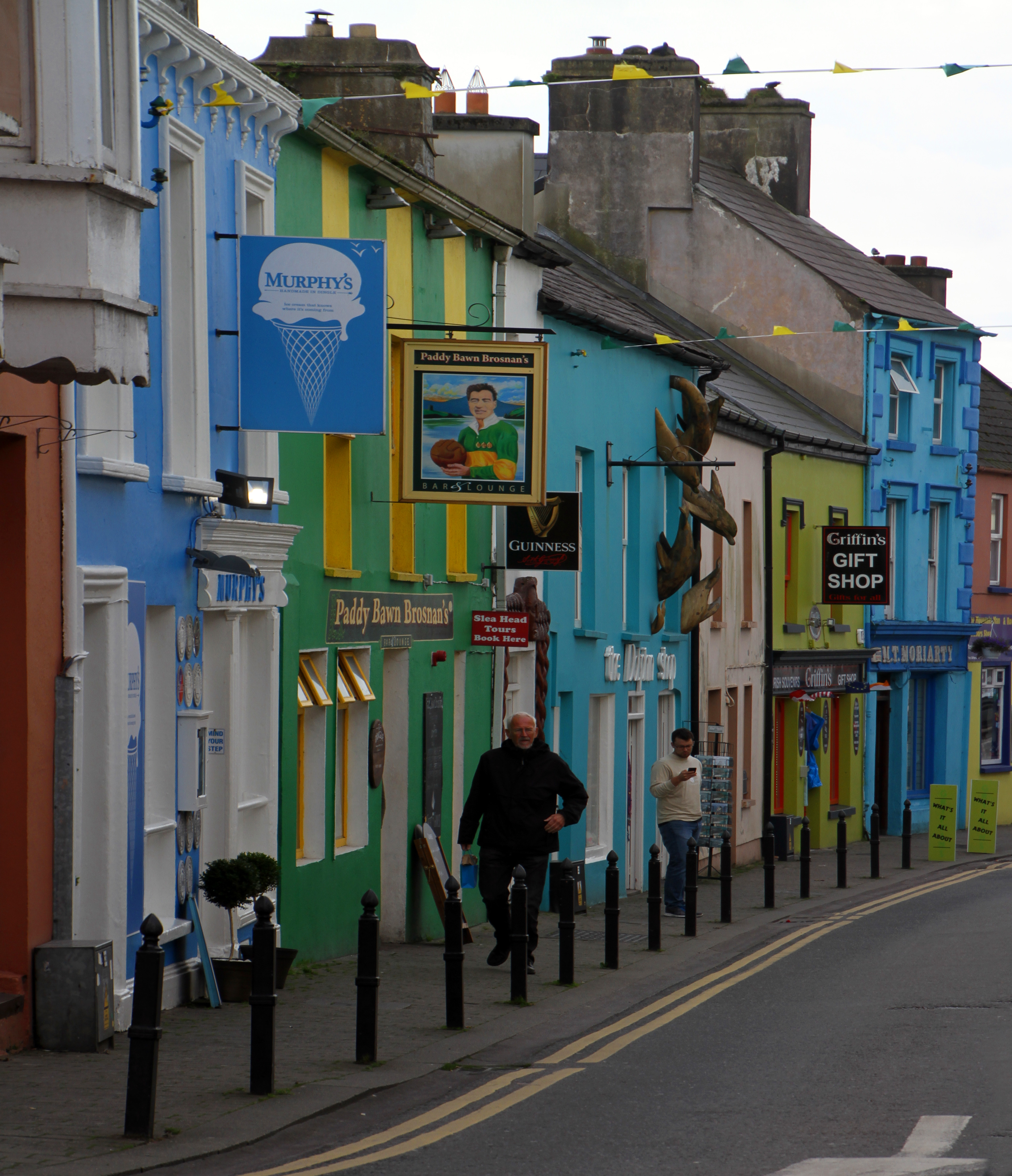
Strand Street
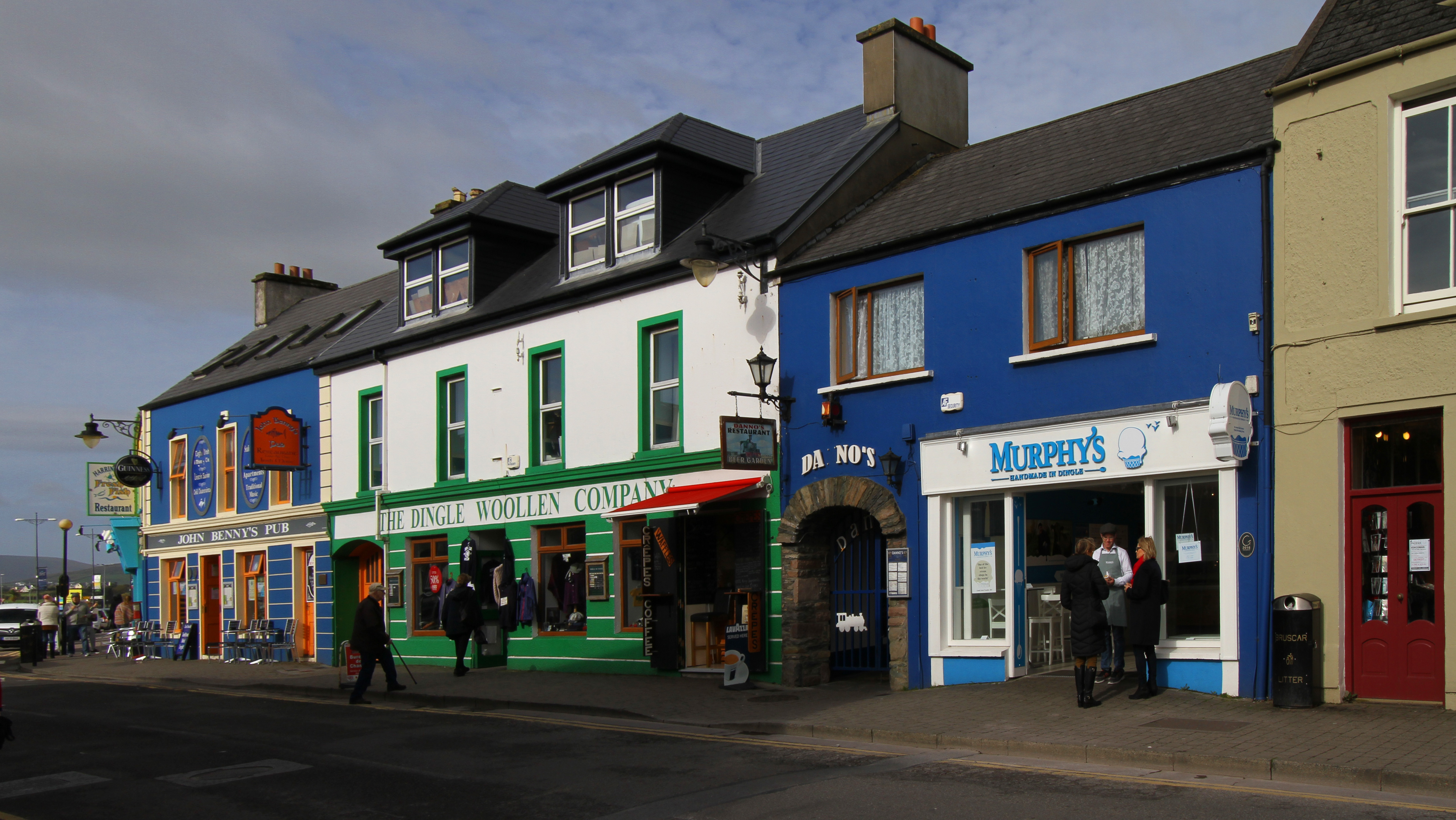
Strand Street
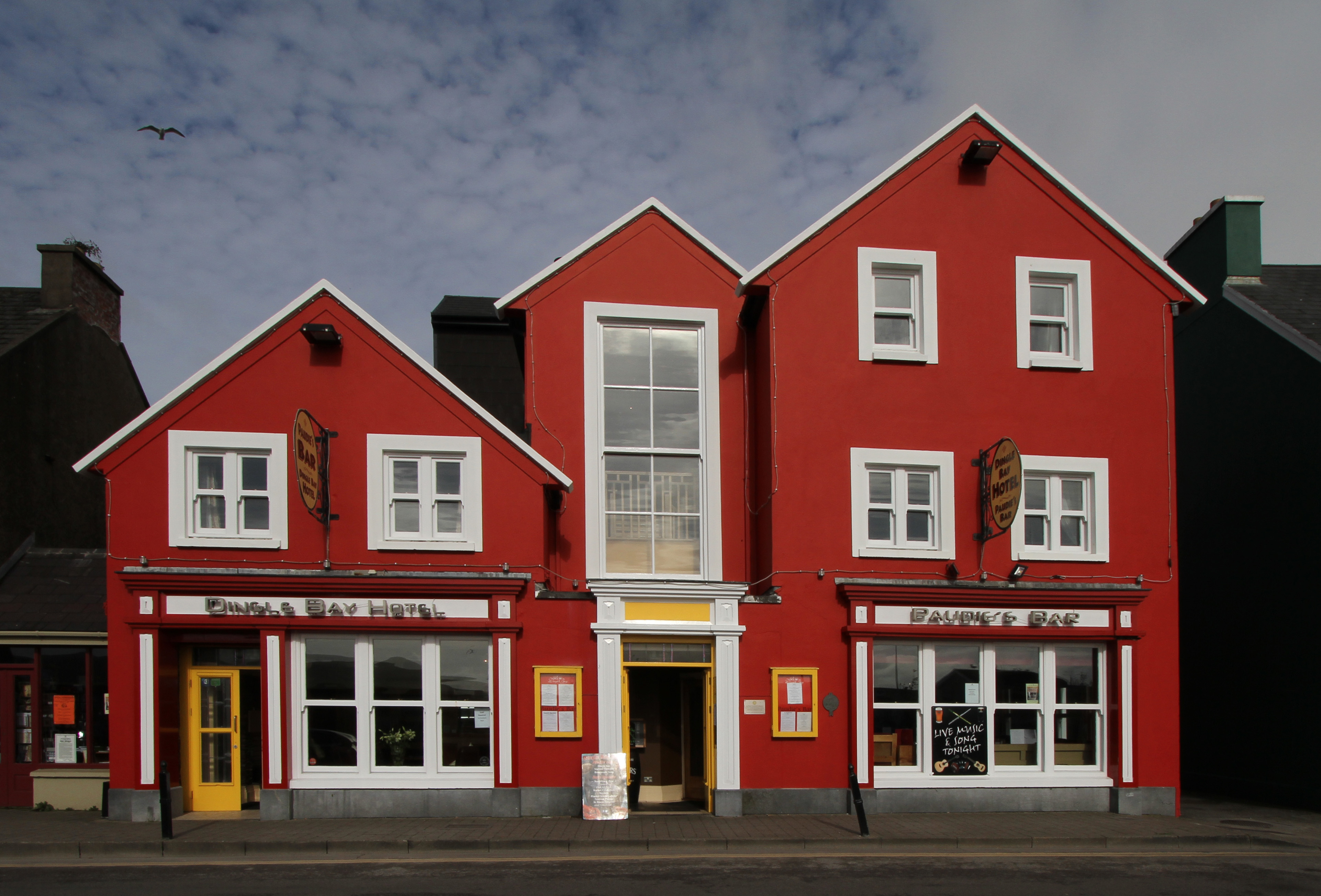
Bay Hotel
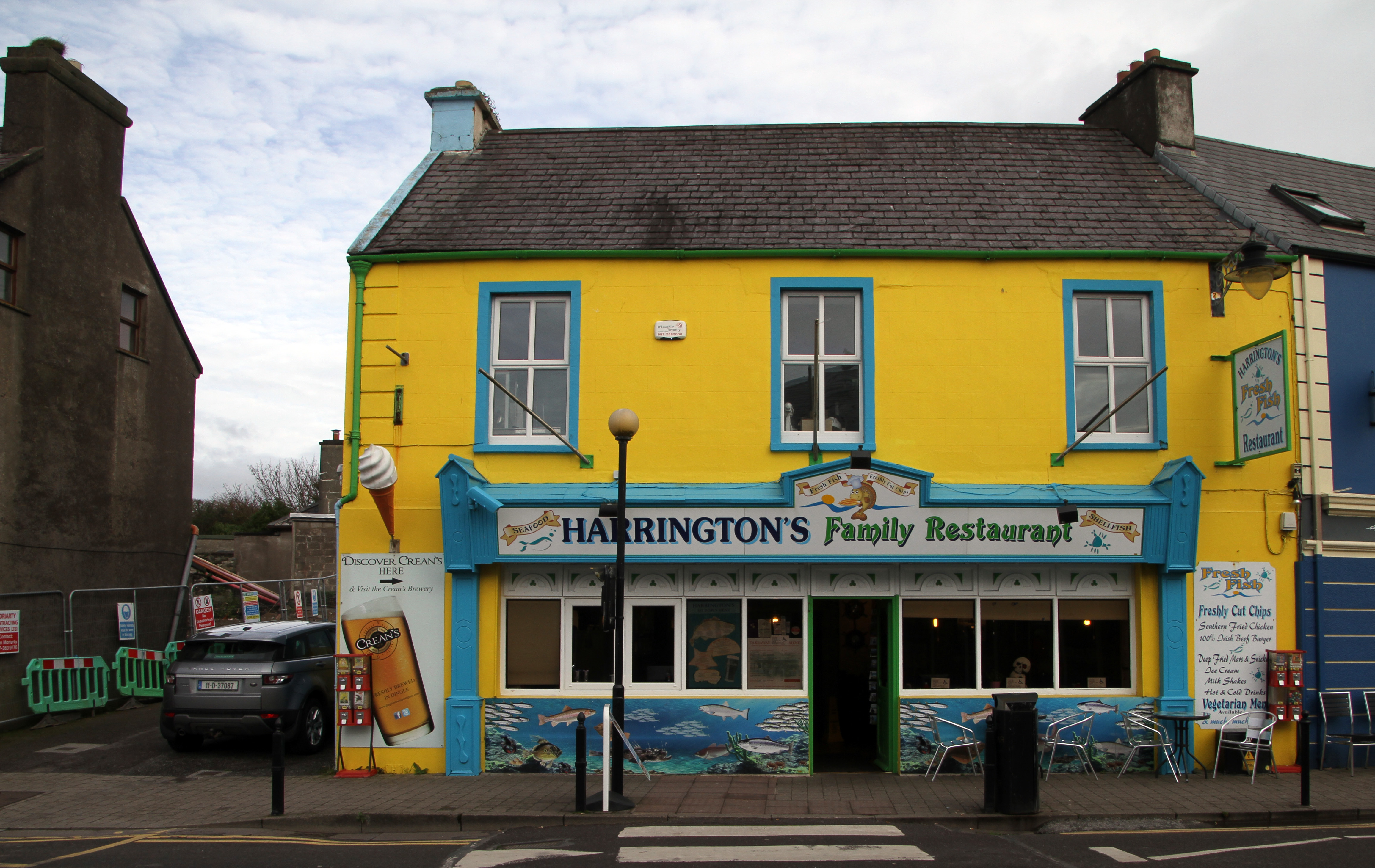
Harrington's Restaurant
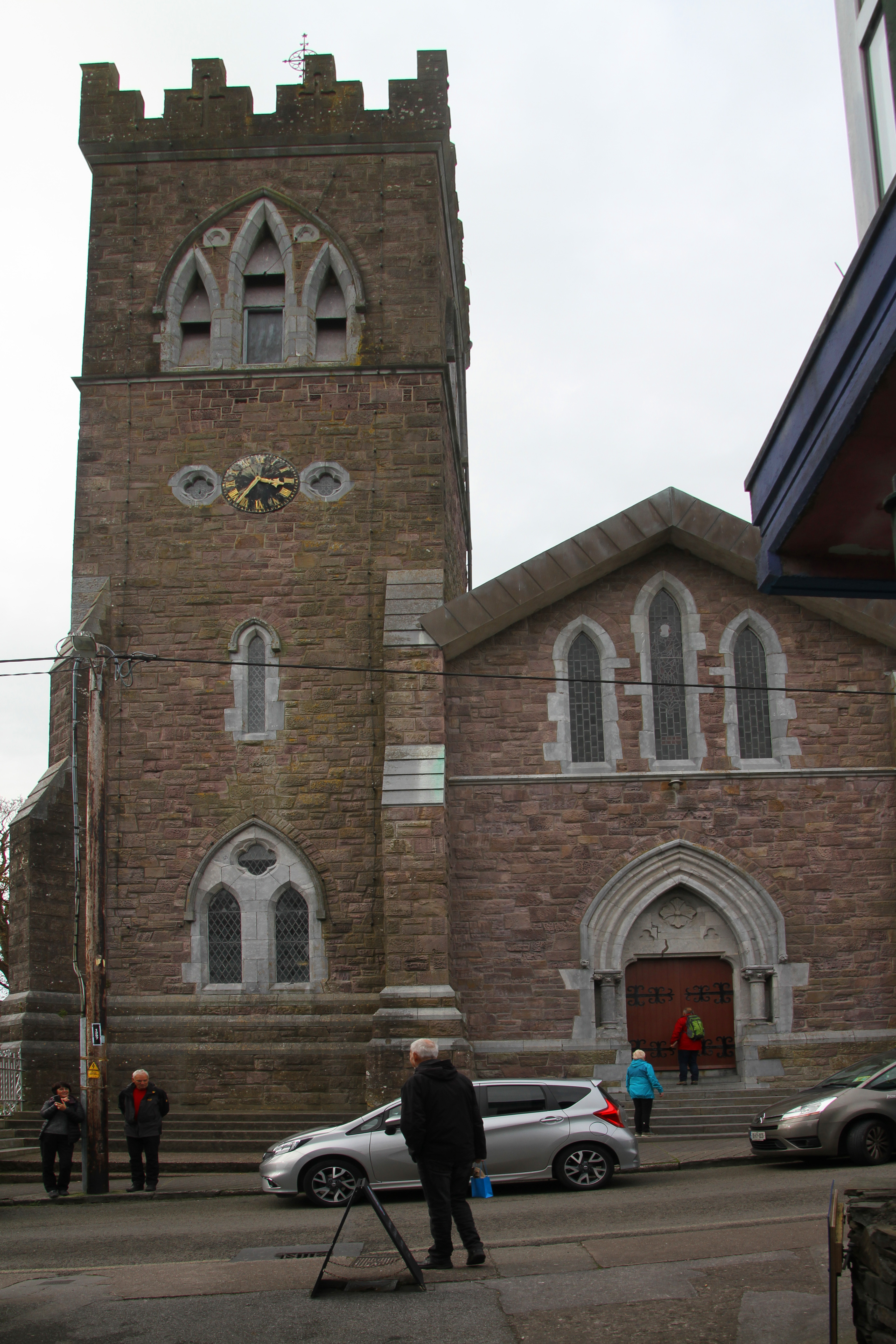
St. Mary
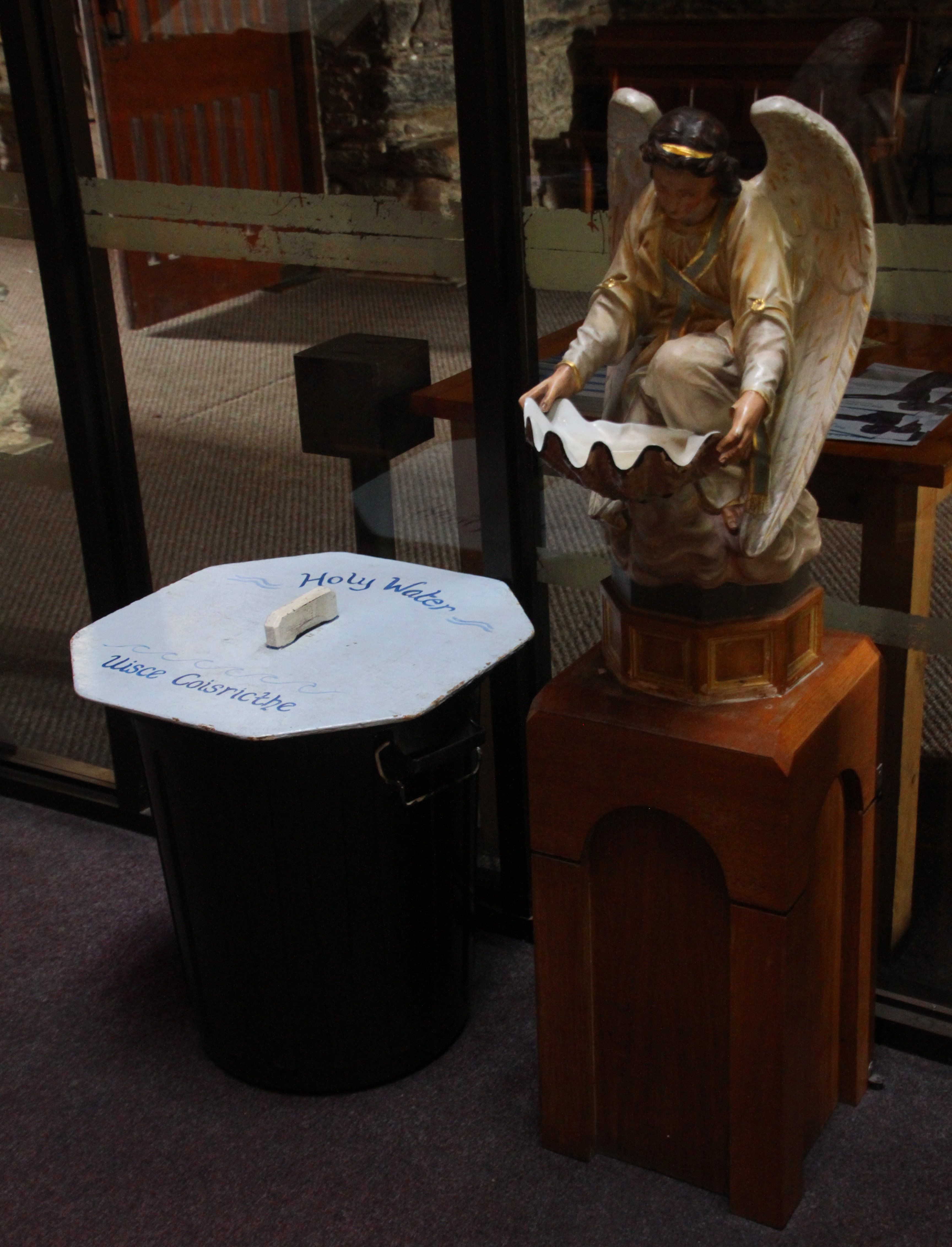
St. Mary
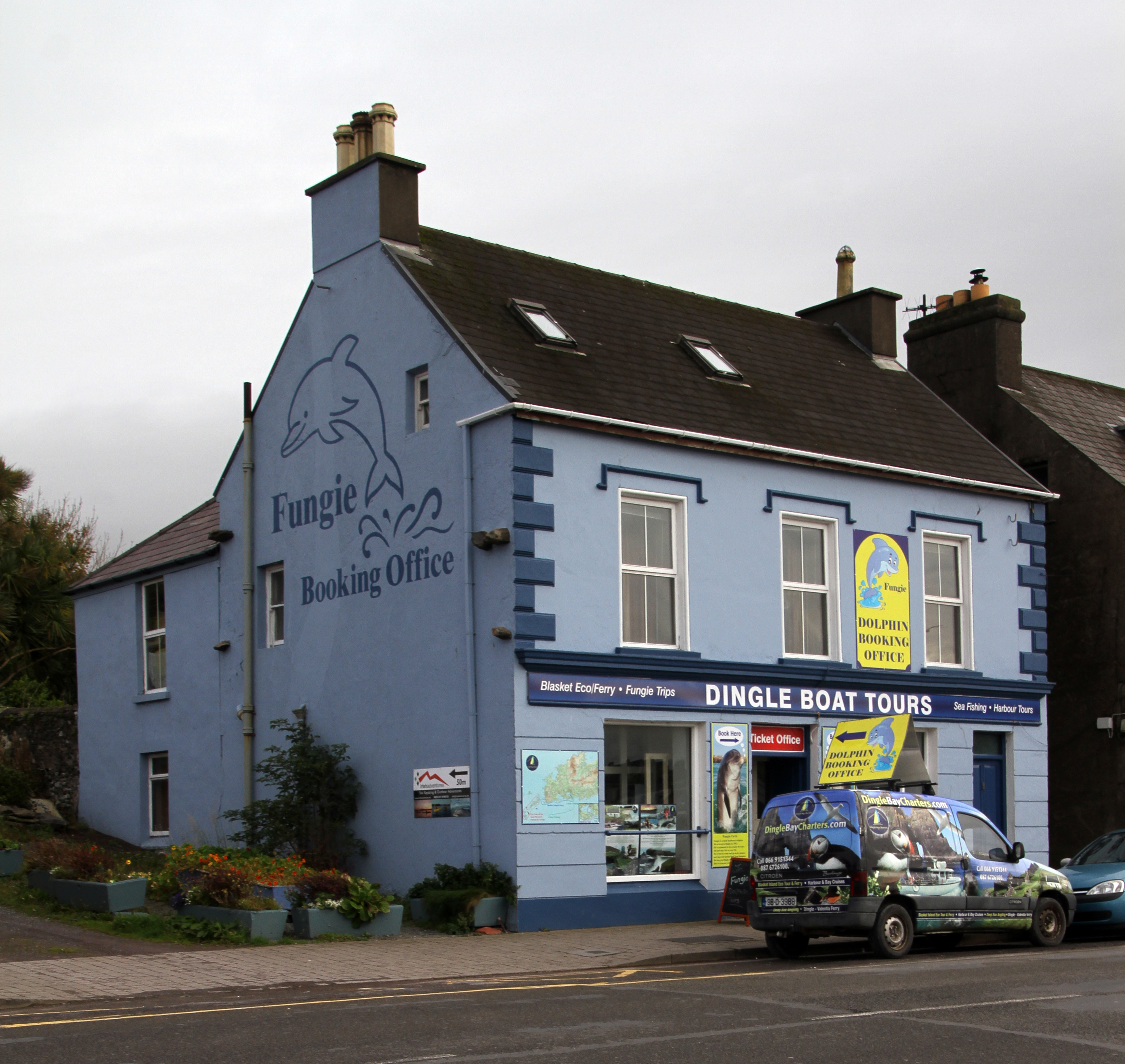
Fungie Booking Office
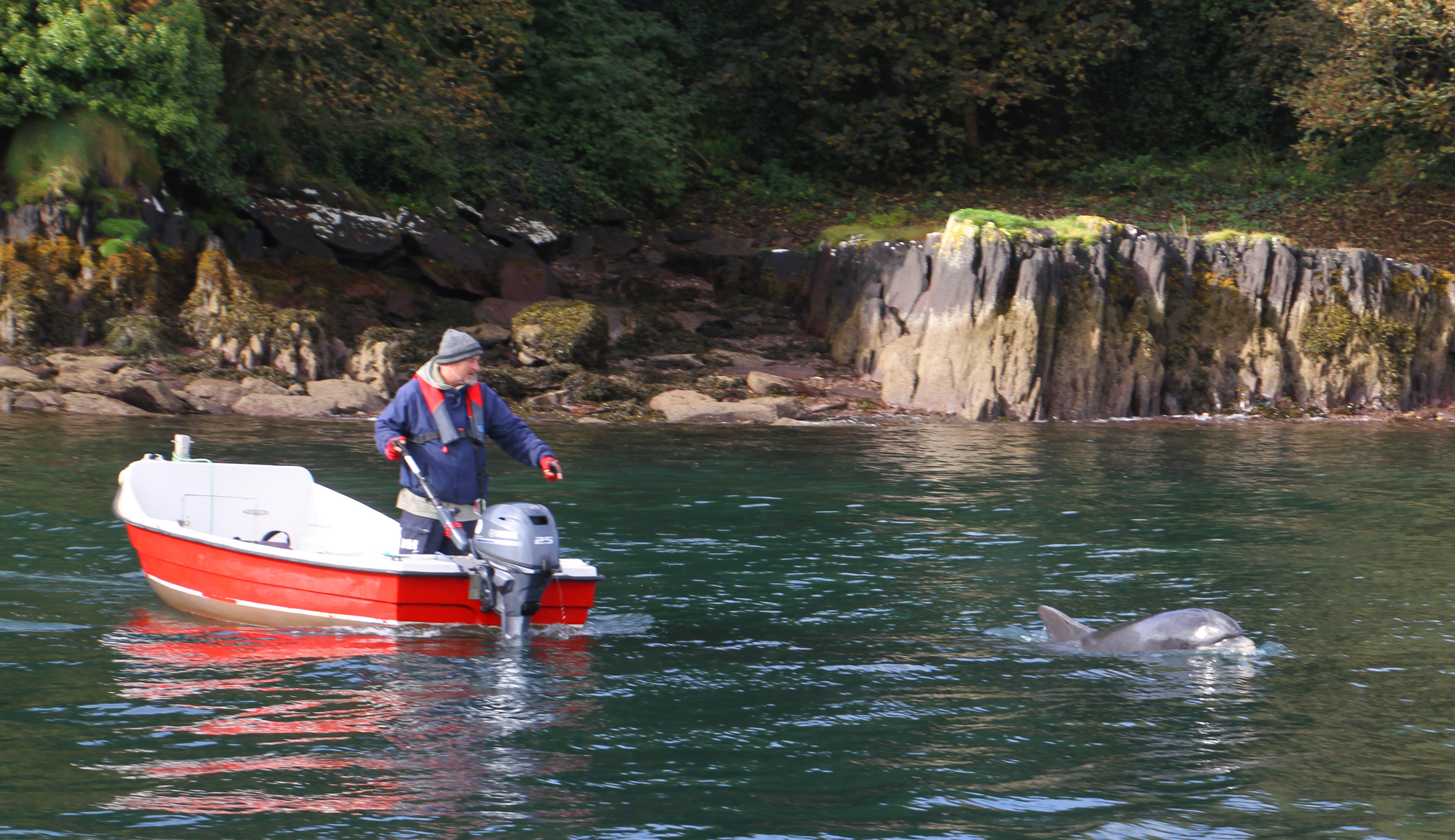
Watching dolphin Fungie